# سیارک ۸۰۱۳
سیارک ۸۰۱۳ (به انگلیسی: 8013 Gordonmoore، نامگذاری:1990KA) هشت هزار و سیزدهمین سیارک کشف شده‌است که در ۱۸ مه ۱۹۹۰ کشف شد.